# Chandvad
Chandvad es una ciudad censal situada en el distrito de Nashik en el estado de Maharashtra (India). Su población es de 25341 habitantes (2011). Se encuentra a 67 km de Nashik.

## Demografía
Según el censo de 2011 la población de Chandvad era de 25341 habitantes, de los cuales 13284 eran hombres y 12057 eran mujeres. Chandvad tiene una tasa media de alfabetización del 88,12%, superior a la media estatal del 82,34%: la alfabetización masculina es del 91,88%, y la alfabetización femenina del 84%.